# Xiaosaurus
Xiaosaurus dashanpensis is een uitgestorven plantenetende ornithischische dinosauriër die tijdens het Midden-Jura leefde in het gebied van de huidige Volksrepubliek China.

## Vondst en naamgeving
In 1979 en 1980 werden er opgravingen verricht bij Dashanpu in Sichuan. Daarbij werden twee exemplaren ontdekt van een kleine plantenetende dinosauriër. In 1983 benoemden Dong Zhiming en Tang Zilu hiervoor de typesoort Xiaosaurus dashanpensis. De geslachtsnaam is afgeleid van het Chinese xiáo, 膮, 'dageraad', een verwijzing naar de hoge ouderdom. Ten onrechte melden sommige bronnen dat de naam zou zijn afgeleid van een ander xiao,  小, dat 'klein' betekent. De soortaanduiding verwijst naar Danshanpu.
Het holotype IVPP V6730A is gevonden in een laag van de onderste Xiashaximiaoformatie waarvan de ouderdom onzeker is: zowel het Bajocien als het Bathonien-Callovien zijn als datering voorgesteld. Het bestaat uit een gedeeltelijk skelet met een stuk kaakbeen waar de voorste maxillaire tand nog in zit, twee halswervels, vier staartwervels, een opperarmbeen, een stuk linkerdijbeen en een volledige rechterachterpoot. Het tweede skelet IVPP V6730B is als paratype aangewezen. Het omvat een rechterdijbeen, een ruggenwervel, twee sacrale wervels, een kootje, een rib en twee losse tanden.
Peng Guangzhao hernoemde in 1992 Agilisaurus multidens He & Cai 1983 tot een tweede soort van Xiaosaurus: Xiaosaurus multidens, maar is daarin door niemand nagevolgd; de soort heeft nu een eigen genus: Hexinlusaurus.

## Beschrijving
Xiaosaurus is een kleine tweevoetige planteneter, met een lengte van ongeveer een meter. Het dijbeen is elf centimeter lang.
De schedel is vrij hoog. De praemaxilla draagt tanden. De maxillaire tanden zijn symmetrisch en aan beide zijden glad. De axis heeft een lage wervelboog met een driehoekig naar achteren gericht doornuitsteeksel. De ruggenwervels zijn niet gekield. Er zijn vermoedelijk in totaal vijf sacrale wervels.
Het opperarmbeen is recht met een ronde schacht. De lengte is 87 millimeter.
Het dijbeen heeft een kop zonder hals en met een elliptische doorsnede. De trochanter major is even hoog als de kop; de trochanter minor ligt duidelijk lager. De vierde trochanter is waaiervormig en op een derde van de schachtlengte van de bovenkant af gelegen. Voor de basis ervan ligt een elliptische uitholling, de bevestiging van een staartspier, de Musculus caudofemoralis longus. De onderste gewrichtsknobbels zijn even groot zonder aan de voorkant een intercondylaire groeve. Het scheenbeen is 118 millimeter lang, driehoekig in doorsnede en heeft zwak ontwikkeld uitsteeksel dat aan het calcaneum raakt. Het kuitbeen is robuust met een lengte van 112 millimeter. Van de middenvoet zijn alleen afdrukken bewaard die tonen dat deze vrij lang was: het derde middenvoetsbeen heeft een lengte van zeven centimeter. De formule van de teenkootjes is 2-3-4-5. De tenen en klauwen zijn lang; de laatste slechts weinig gebogen.

## Fylogenie
De beschrijvers hadden letterlijk moeite Xiaosaurus te plaatsen. Formeel zetten ze hem in de Fabrosauridae maar in de tekst wordt hij systematisch een hypsilophodont genoemd. Achter deze begripsverwarring school de gedachte dat het een tussenvorm tussen de Heterodontosauridae en de meer afgeleide Euornithopoda betrof. Tegenwoordig is het echter duidelijk geworden dat zulke tussenvormen helemaal niet hebben kunnen bestaan omdat de heterosaurodontiden zeer basale Ornithischia zijn in plaats van de zustergroep van de euornithopoden. In het licht van die kennis is Xiaosaurus volgens Paul Barrett vermoedelijk een of ander basaal lid van de Cerapoda sensu Weishampel. Veel literatuur geeft de soort echter als een onbestemd nomen dubium en Ornithischia incertae sedis. Barrett ziet het in vooraanblik rechte opperarmbeen, uniek voor de Ornithischia, als een uniek afgeleid kenmerk ofwel autapomorfie die bewijst dat het om een geldig taxon gaat.